# Martin C. Wittig

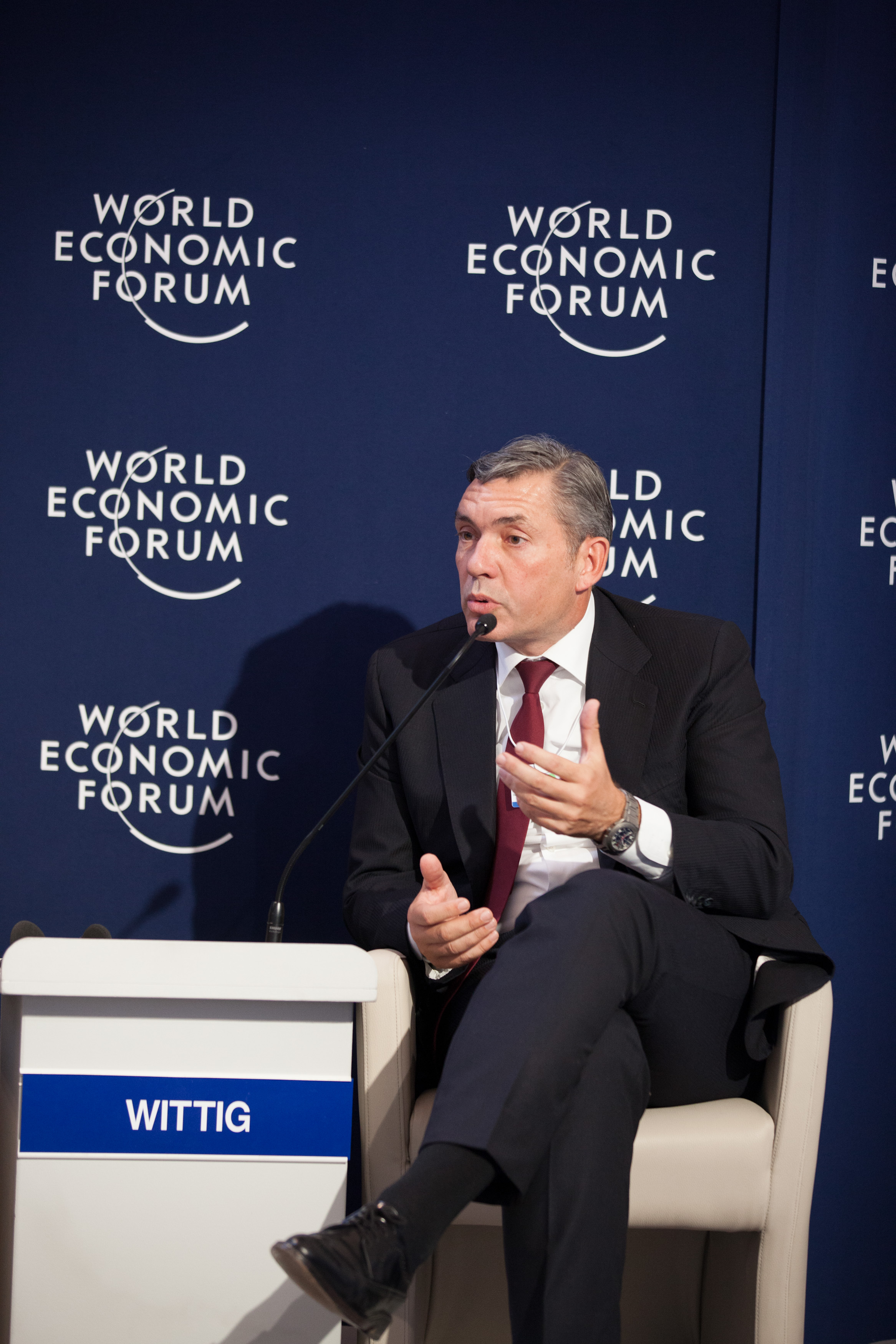
Martin Wittig während einer World-Economic-Forum-Veranstaltung in der Villa Madama in Rom, 30. Oktober 2012.

Martin Christof Wittig (* 20. Januar 1964) ist ein in der Schweiz lebender deutscher Unternehmensberater. Von Mai 2018 bis Dezember 2020 war er als Senior Advisor für die Unternehmens- und Strategieberatung  Bain & Company tätig.

## Leben
Martin C. Wittig studierte Bergbauwissenschaft und Betriebswirtschaft an der RWTH Aachen. In Bergbau machte er einen Abschluss. Bereits während des Studiums arbeitete er als Bergmann. Im Jahr 1995 promovierte er mit einer Arbeit über Planungsalternativen im Bergbau an der Technischen Universität Berlin.
Im Jahr 1995 kam er zur Roland Berger Holding GmbH. Im Jahr 1999 wurde er zum Partner gewählt. Seit Januar 2001 war er als Managing Partner und Direktor der Niederlassung in Zürich tätig. Während seiner Tätigkeit als Direktor baute er das damals kleine Zürcher Büro zur Nummer drei im Markt auf. Im Juli 2003 wurde Wittig in die weltweite Geschäftsführung (Global Executive Committee, EC) von Roland Berger gewählt und 2004 Chief Financial Officer (CFO). 2006 bestätigten ihn die Partner für eine zweite Amtszeit. Wittig wurde im Juli 2010 einstimmig von 180 Partnern zum neuen Vorsitzenden gewählt.
Von Roland Berger wird Wittig besonders für seine Fähigkeiten als Unternehmer und Kommunikator geschätzt. Er blieb in dieser Position bis Mai 2013. Sein Nachfolger wurde Burkhard Schwenker.
Martin Wittig hat seit 2007 einen Lehrauftrag für Strategien und Geschäftssysteme in der Luxusgüterindustrie an der Universität St. Gallen am Institut für Marketing inne.
Privat sammelt er Kunst und engagiert sich für gesellschaftspolitische Organisationen und Vereine. Er sitzt beispielsweise im Vorstand des Vereins zur Förderung des Schweizerischen Instituts für Kunstwissenschaft.
Wittig lebt in Silvaplana im Kanton Graubünden. Er ist Honorarkonsul der Bundesrepublik Deutschland für die Schweiz, genauer für die Kantone Schwyz und Zürich. Martin C. Wittig hat Verwaltungsratsmandate bei Kühne&Nagel  International in Schindellegi (Mitglied des Audit Committee) und bei UBS Europe SE in Frankfurt am Main. (Chairman Audit Committee). Er ist Mitglied des HSG Advisory Boards.
Von Mai 2018 bis Dezember 2020 war Wittig als Senior Advisor für das Financial-Services-Team von Bain & Company tätig.

## Schriften
- Ein Modell zur Bewertung von Planungsalternativen im Bergbau durch Integration von wissensbasierten DV-Techniken und CAD, dargestellt am Beispiel des Zuschnitts von Bauflächen im untertägigen Steinkohlenbergbau. Shaker, Aachen 1995, ISBN 3-8265-1175-1 (Zugleich Dissertationsschrift Technischen Universität Berlin).
- Martin C. Wittig, Fabian Sommerrock, Philip Beil, Markus Albers: Rethinking Luxury, 2014, ISBN 978-1-907794-56-8